# Tarragona (DO)
Pour les articles homonymes, voir Tarragona.
Le tarragona est un vin espagnol bénéficiant d'une dénomination d'origine.
Il appartient au vignoble de Catalogne et est situé dans la province de Tarragone.

## Histoire

### Antiquité

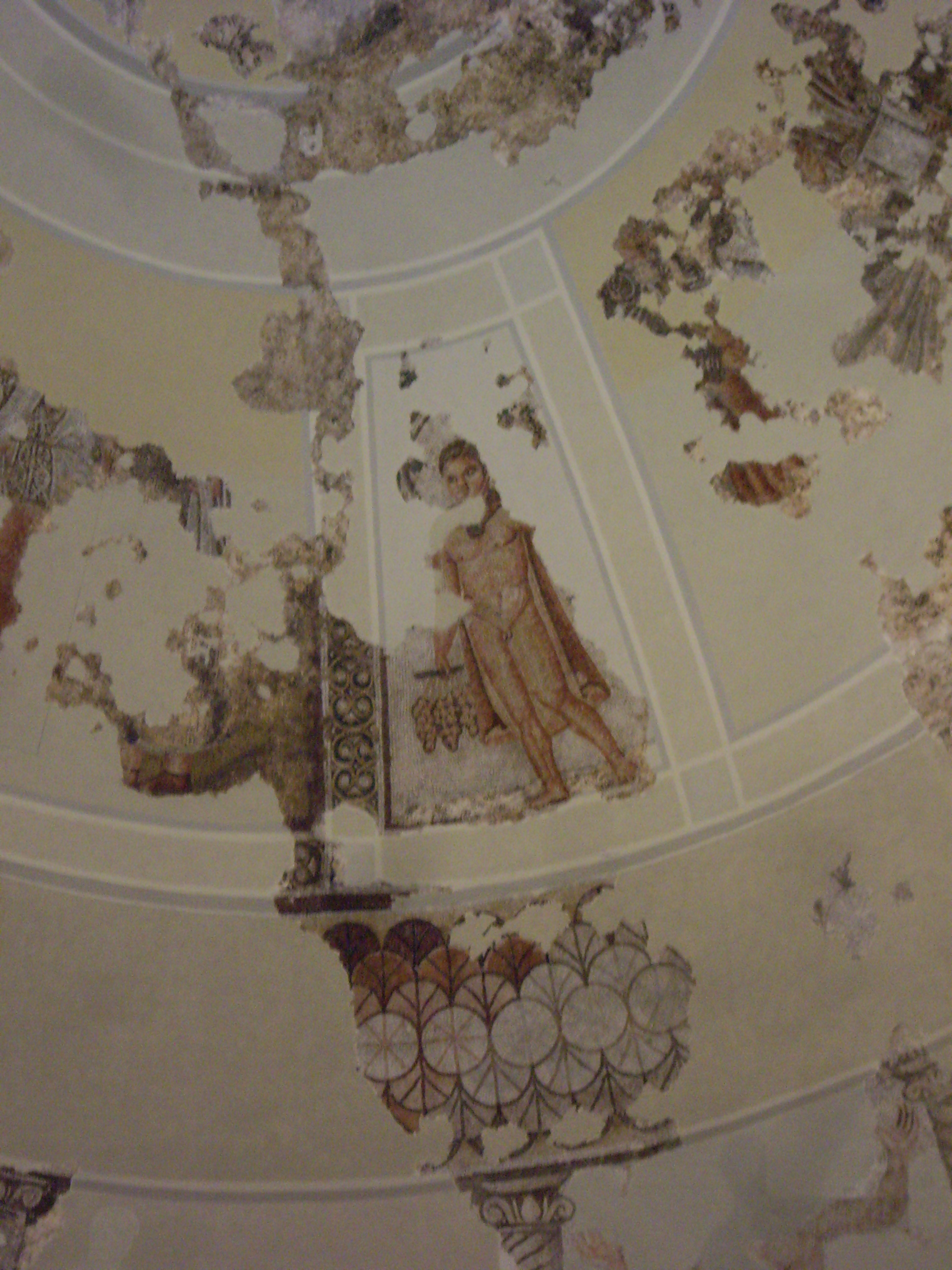
Peinture du mausolée de Centcelles.

La datation de l'introduction de la viticulture dans la région de Tarragone est délicate, néanmoins, les vestiges de l'installation des Grecs comportent aussi ceux d'activité vinaire.
Durant l'Empire romain, le développement de la viticulture s'accentue, dopé par les exportations à travers le port de Tarragone. Le mausolée de Centcelles appartenant à l'ensemble archéologique de Tarragone, comporte une peinture murale d'un homme porteur de raisin. Dès l'époque antique, le vin porte le nom du port par lequel il est commercialisé. Le nom de tarragone est cité dans tous les coins de l'empire, notamment par Pline le Jeune.

### Moyen Âge
À partir du XIIe siècle, les producteurs de Tarragone reprennent une production de qualité qui ne tarde pas à retrouver le prestige issu des Romains.

### Époque contemporaine
La dénomination date de 1947 pour les vins généreux (vins mutés) et 1959 pour les vins traditionnels. En 2001, le vignoble de la zone de Falset est devenue une dénomination à part entière, montsant, ôtant une partie du potentiel de production.

## Étymologie
Le nom de l'appellation vient de la ville de Tarragone. Du Tarakon des Grecs au tarraco des Romains, l'évolution est continue.

## Géographie

Délimitation de la dénomination d'origine protégée.

### Aire délimitée
L'aire géographique est divisée en deux zones. Celle du nord-ouest est au bord de la mer Méditerranée sur les comarques de Alt Camp, Baix Camp et Tarragonès. L'autre zone concerne le comarque de  Ribera d'Ebre, rives de l'Èbre en français, elle pénètre plus profondément dans l'intérieur des terres.

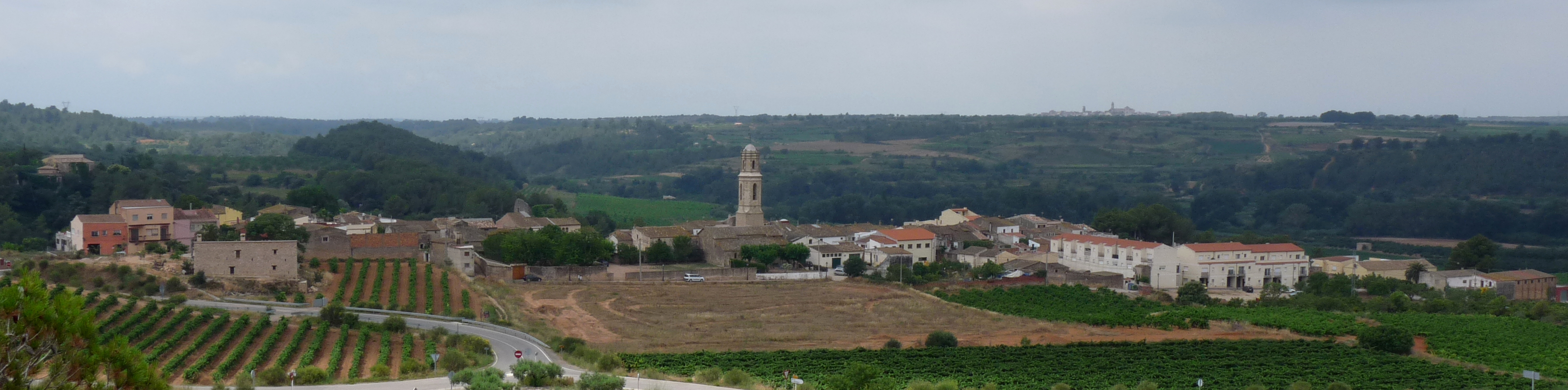
Panorama de Montferri au cœur du vignoble

### Géologie et orographie
La première zone est constituée d'alluvions limoneuses et de graviers, parfois battants. Elle est située dans une zone dépressionnaire coincée entre la chaîne littorale et les montagnes de la chaîne sub-littorale. C'est un terroir bien adapté à la viticulture.
La zone des rives de l'Èbre est constituée de terrasses alluviales du fleuve et de coteaux de roches marneuses et calcaires. Ce vignoble est adossé à des montagnes escarpées.

### Climatologie
La zone viticole bénéficie d'un climat méditerranéen, marqué par des influences locales. Le secteur nord est marqué par l'influence modératrice de la mer et une pluviométrie de 500 millimètres par an. Dans la zone sud, les amplitudes thermiques sont plus importantes, l'éloignement de la mer l'empêchant de jouer son rôle modérateur : les hivers sont plus froids et les étés plus chauds, ensoleillés et secs, avec moins de 400 millimètres de pluie par an.
La station météorologique de Reus-aéroport se situe au cœur de l'aire d'appellation.
| Mois                              | jan. | fév. | mars | avril | mai  | juin | jui. | août | sep. | oct. | nov. | déc. | année |
| --------------------------------- | ---- | ---- | ---- | ----- | ---- | ---- | ---- | ---- | ---- | ---- | ---- | ---- | ----- |
| Température minimale moyenne (°C) | 4    | 5,1  | 6,6  | 8,4   | 11,9 | 15,7 | 18,6 | 19,3 | 16,5 | 12,3 | 7,6  | 5,2  | 10,9  |
| Température moyenne (°C)          | 8,9  | 10,1 | 11,6 | 13,4  | 16,7 | 20,6 | 23,7 | 24   | 21,2 | 17   | 12,4 | 10   | 15,8  |
| Température maximale moyenne (°C) | 13,8 | 15   | 16,7 | 18,4  | 21,5 | 25,4 | 28,7 | 28,8 | 25,9 | 21,7 | 17,2 | 14,7 | 20,7  |
| Ensoleillement (h)                | 106  | 164  | 199  | 223   | 243  | 264  | 308  | 264  | 201  | 184  | 160  | 138  | 2 509 |
| Précipitations (mm)               | 38   | 23   | 35   | 40    | 60   | 38   | 15   | 51   | 77   | 65   | 49   | 40   | 504   |

Les moyennes de température sont chaudes. Quatre mois consécutifs ont une température moyenne supérieure à 20 °C et durant six mois les maximales dépassent les 20 °C. De même, six mois consécutifs affichent un ensoleillement supérieur à 200 heures. Ces éléments favorisent une bonne maturité du raisin.
Les précipitations sont basses avec une moyenne annuelle de 504 mm. Cependant, l'alimentation hydrique est relativement régulière, hormis un déficit en juin et juillet. Néanmoins, les pluies de mai permettent de tenir et août apporte une réserve intéressante au moment où les raisins grossissent. L'humidité en septembre et octobre peut être bénéfique ou destructrice de qualité selon les années.

## Vignoble

### Encépagement

Parellada B.

#### Cépages rouges
Les cépages rouges combinent les régionaux traditionnels : ull de llebre N (nom local du tempranillo N), samso N (nom local du carignan N), Grenache N ou sumoll N, et les cépages français introduits au cours de la fin du XXe siècle : cabernet sauvignon N, merlot N, pinot noir N ou syrah N.

#### Cépages blancs
Ils combinent aussi les origines. Les cépages catalans sont le macabeu B, le parellada B et le xarel-lo B. Ils côtoient des cépages exogènes arrivés depuis longtemps (grenache blanc B, malvoisie et muscat d'Alexandrie B) ou depuis les trente dernières années du XXe siècle : sauvignon B et chardonnay B.

## Vins

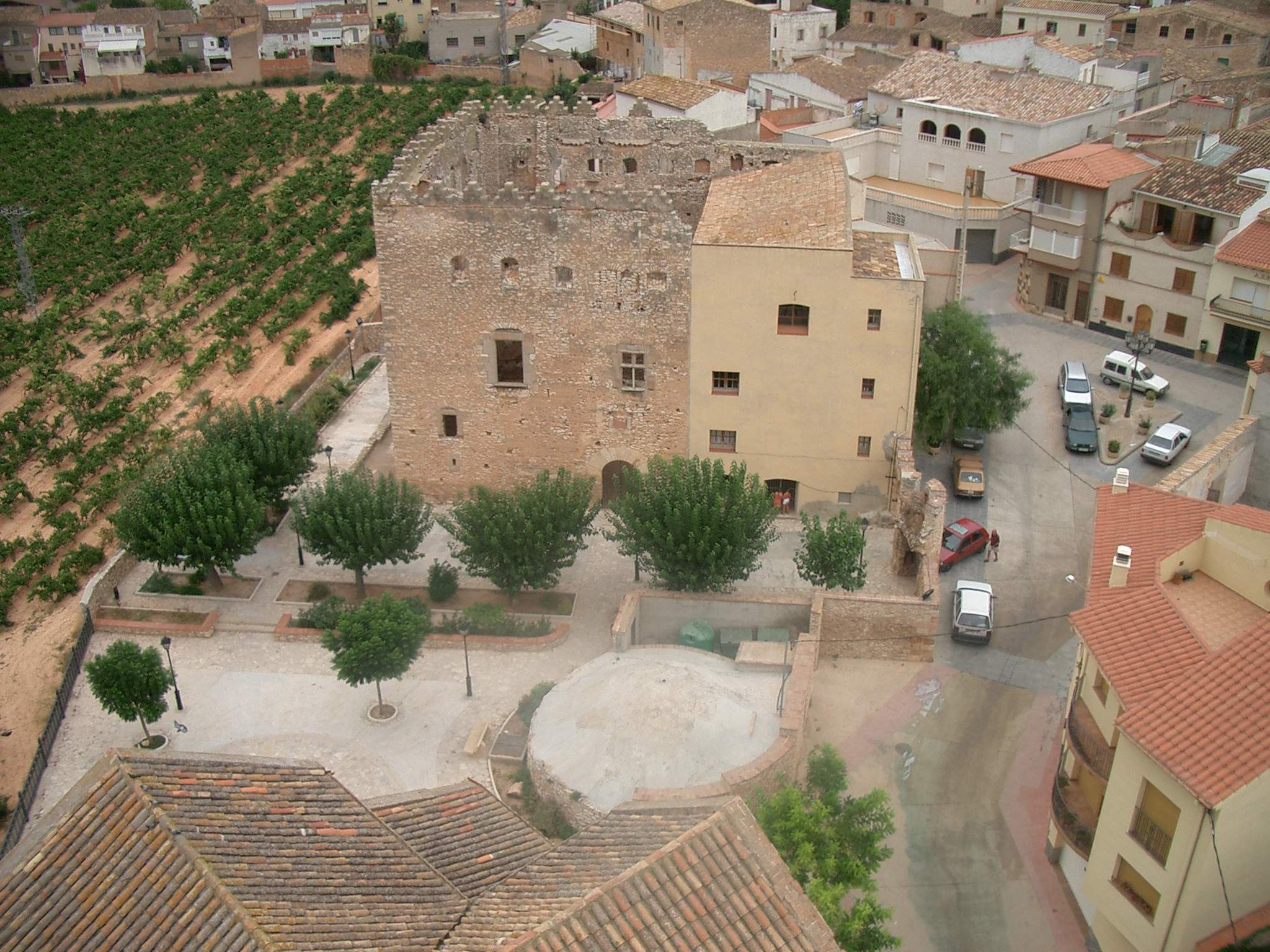
Vigne au centre du village de Rodonyà.

### Types de vins
Les vins blancs secs sont à base de macabeu, assemblé avec du parellada et du xarel-lo. Ces vins sont relativement légers avec un titre alcoométrique qui avoisine les 11-12 %. Les vins rosés sont plus rares.
Des vins doux naturels sont aussi produits. Le grenache est vinifié en rouge en le muscat d'Alexandrie sert à l'élaboration du blanc. Ils peuvent être commercialisés jeunes en liquoreux ou bénéficier d'un élevage de longue durée pour élaborer des vins rancios.

### Chiffres de commercialisation
La production comporte environ 65 % de vins blancs. Les meilleures années, le volume de vin peut dépasser le million d'hectolitres, mais seulement une faible partie est commercialisée sous le nom de tarragona.
En 2005, la surface plantée en vigne couvrait 7 572 hectares chez 2 377 viticulteurs. En 2007, la production était d'environ 100 000 litres. 20 % étaient exportés dont la moitié en Allemagne.

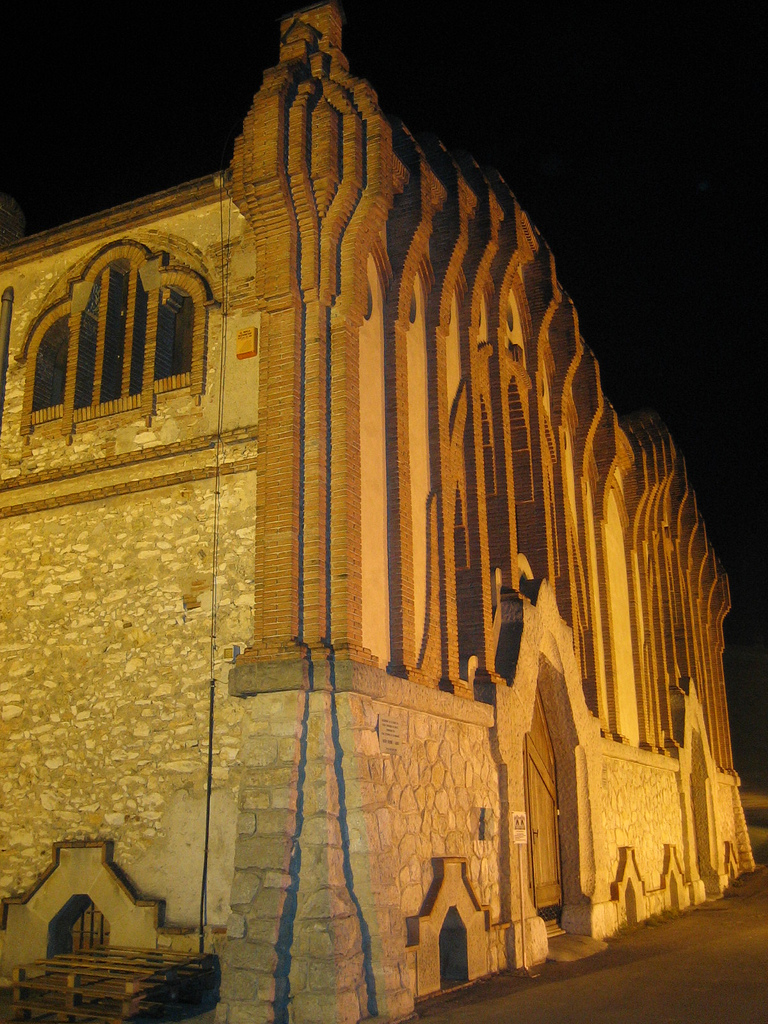
Cave coopérative de Nulles